# Lenz-Typ M
Die Lokomotiven der Lenz-Typen M (bzw. Mh für die Heißdampfausführung) sind 750-mm-Schmalspur-Dampflokomotiven, wovon 1949 drei Exemplare der Rügenschen Kleinbahn als Baureihe 99.463 zur Deutschen Reichsbahn gelangten.

## Geschichte
Zunächst waren auf den von Lenz & Co. gebauten und betriebenen Eisenbahnstrecken ausschließlich zweiachsige Dampflokomotiven (siehe Lenz-Typ m) eingesetzt. Aufgrund der gestiegenen Verkehrsleistungen waren diese aber bald zu schwach, sodass man bei Lenz zunächst mit Malletlokomotiven der Baureihe Lenz-Typ nn experimentierte, die sich aber nicht bewährten.
1913 und 1914 beschaffte die betriebsführende Provinzialverwaltung Pommern, die 1910 den Betrieb der Lenz-Strecken in Pommern übernommen hatte, für die ihr unterstellten Kleinbahnen insgesamt acht vierfach gekuppelte Lokomotiven bei Vulcan in Stettin als Gattung M.
Dabei wurden die Lokomotiven wie folgt auf die einzelnen Strecken verteilt:
- Kleinbahn Casekow–Penkun–Oder (1)
- Greifswald–Jarmener Kleinbahn (GJK) (1)
- Rügensche Kleinbahn (RüKB) (2)
- Demminer Kleinbahn West (2)
- Demminer Kleinbahn Ost (1)
- Kleinbahngesellschaft Greifswald–Wolgast (1).

Da sie sich bewährten, wurde 1925 je eine Lok für die GJK und die RüKB nachbestellt. Dem damaligen Stand der Technik entsprechend waren die beiden Maschinen im Gegensatz zu den ersten Lokomotiven Heißdampflokomotiven. Sie erhielten die neue Typenbezeichnung Mh. Da sich die Heißdampflokomotiven bewährten, entschloss man sich bei der RüKB 1927, auch die beiden älteren Maschinen auf Heißdampf umzurüsten.
Nach dem Ende des Zweiten Weltkriegs 1945 wurden zahlreiche Schmalspurbahnen der Provinzialverwaltung Pommern abgebaut und samt Betriebsmitteln als Reparationsleistung in die UdSSR gebracht. Davon betroffen waren auch sieben der zehn Lokomotiven der Gattung M und Mh, nur die drei Loks der RüKB (Nr. 51Mh bis 53Mh) blieben auf dem Gebiet der späteren DDR. Nach der Übernahme der RüKB durch die Deutsche Reichsbahn am 1. April 1949 bekamen die drei übriggebliebenen Lokomotiven die neuen Betriebsnummern 99 4631 bis 4633.
Die 99 4632 und 4633 erhielten 1992 im Raw Görlitz neue Kessel und Zylinder. Beide Loks waren anschließend in der grünen Ursprungsfarbgebung als 52 und 53 Mh der RüKB im Einsatz. Die 99 4631 (51 Mh) befindet sich nach einem Aufenthalt als Denkmallok von Juli 1984 bis 2002 in Lehrte und Rückkehr nach Rügen jetzt abgestellt in Baden-Württemberg, die anderen sind nach wie vor auf ihrer Stammstrecke auf Rügen. Die 99 4632 war 2003 bis 2009 wieder in der schwarzen Reichsbahnfarbgebung lackiert, danach wurde sie bei einer Aufarbeitung im Dampflokwerk Meiningen wieder grün lackiert, bevor sie nach einigen Jahren in Meiningen schließlich zusammen mit 99 4633 wieder schwarz lackiert wurde.
Bei der Hauptuntersuchung im Sommer 2020 erhielt die 99 4633 bzw. 53 Mh wieder einen grünen Anstrich.

## Technische Merkmale
Die zunächst nur als Nassdampflokomotiven gelieferten Fahrzeuge hatten große Ähnlichkeit mit den ab 1920 gebauten normalspurigen ELNA-Lokomotiven und waren bis auf die Spurweite baugleich mit dem Lenz-Typ I. Besonders typisch für die Gattung M ist der flache, über dem Rahmen liegende Wasserkasten, der die Wartungsarbeiten am Kessel sehr vereinfacht.
Nach dem Ersten Weltkrieg verbesserte Vulcan den Typ zu einer Heißdampflokomotive weiter. Diese sparte im Vergleich zur Nassdampfvariante Wasser bei gleichzeitiger Leistungssteigerung. Unterschiede waren der nach vorn verschobene Schornstein und der Überhitzerdampfkasten sowie der Einsatz von Kolben- anstelle von Flachschiebern. Auch erhielten die zwei neuen Maschinen einen Lüftungsaufsatz auf dem Führerhaus.